# Соловцов Микола Миколайович
Микола Миколайович Соловцо́в (справжнє прізвище — Федоров; 15 травня 1857, Орел — 25 січня 1902, Київ) — український актор, театральний режисер, антрепренер, засновник театру «Соловцов». Чоловік актриси Марії Глєбової.

## Біографія
Народився 3 [15] травня 1857 року в місті Орел (нині Росія) у дворянській родині. Брав участь у гімназійних і домашніх виставах. У віці 19-ти років вийшов на професійну сцену в орловських трупах антрепренерів Е. Серв'є і Г. М. Черкасова, зимовий сезон 1875—1876 років провів у ярославському «Артистичному товаристві», де служив разом зі знаменитим артистом П. П. Васильєвим, який зробив великий вплив на молодого актора. Після від'їзду Васильєва вистави товариства припинилися, Соловцов залишився в Ярославлі у антрепренера В. А. Смирнова («певного амплуа не займав, грав рішуче все і переграв безліч ролей»). У наступні роки 1876—1882 роки об'їздив всю провінцію: служив в Оренбурзі у Олександра Рассказова, в Астрахані у Миколи Милославського, в Саратові у В. І. Костровского-Істоміна, в Києві у М. М. Савіна, а також в Ростові-на-Дону, Тамбові, Полтаві, Харкові, Таганрозі, Казані.
У 1882 році, бувши вже відомим актором, дебютував на сцені Імператорської Александринського театру ролями Іоанна Грозного в «Василисі Мелентьєвій» Олександра Островського та Степана Гедеонова, Кречинського в «Весіллі Кречинського» Олександра Сухово-Кобиліна та Василя Коркіна в «Каширській старині» Дмитра Аверкієва. Після одного сезону в Санкт-Петербурзі перейшов до трупи Михайла Лентовського (1883—1884), грав в Москві і на ярмарку в Нижньому Новгороді. У 1884—1886 роках керував спектаклями в московському Німецькому клубі (нині Центральний будинок працівників мистецтв), де дебютує як режисер. У 1887 році запрошений на роль Варравіна в спектакль «Віджитий час» (Справа Сухово-Кобиліна) в Театр Ф. А. Корша, де також зіграв у водевілі Антона Чехова «Ведмідь» (автор присвятив його Соловцову). Наступний сезон у театрі Корша Соловцов виступає і як режисер. Сезон 1889—1890 років провів в Московському театрі М. М. Абрамової, де поставив «Лєшого» Чехова (прем'єра 27 грудня 1889 року, перша постановка п'єси).
Починаючи з 1886 року щовесни під його управлінням створювалися сильні акторські трупи — «Товариства московських драматичних артистів», які здійснювали турне по Україні (Київ, Харків, Одеса та інших містах). Ці поїздки сприяли розвитку режисерських та адміністративних здібностей Соловцова і збільшували його популярність по всій Російській імперії.
Після сезону 1890—1891 років, проведеного в ролі актора і режисера у Михайла Бородая в Харкові, разом з Євгеном Нєдєліним, Тимофієм Чужбіновим і Миколою Песоцьким організував у Києві «Товариство драматичних артистів» (відкрилося 1 вересня 1891 року «Ревізором» Миколи Гоголя), що в 1893 році перетворилося на одноосібну антрепризу Соловцова, якою він керував до кінця життя. Театр Соловцова поклав початок постійному російському драматичному театру в Києві.
З 1900 року став співвидавцем «Київської газети». У 1901 році організував антрепризу в Одесі. Помер в Києві 12 [25] січня 1902 року. Був похований разом з дружиною на Аскольдовій могилі, а в 1938 році перепохований на Байковому кладовищі (ділянка № 1, 50°25′2″ пн. ш. 30°30′38″ сх. д. / 50.41722° пн. ш. 30.51056° сх. д.; надгробок — мармур, парний портрет подружжя; скульптор Михайло Морозов). Могила охороняється Спілкою театральних діячів України.

## Твори
Автор п'єс «Євлалія Раміна» і «В даличині» та двох перекладів-переробок з польської — комедій «Невільничка» і «Тепла вдовиця».

## Вшанування
1963 року в Печерському районі Києва на честь Миколи Соловцова названо вулицю.